# Ondres
Ondres é uma comuna francesa na região administrativa da Nova Aquitânia, no departamento Landes. Estende-se por uma área de 15,12 km². Em 2010 a comuna tinha 5 473 habitantes (densidade: 362 hab./km²).